# 聖索菲亞主教座堂 (日托米爾)

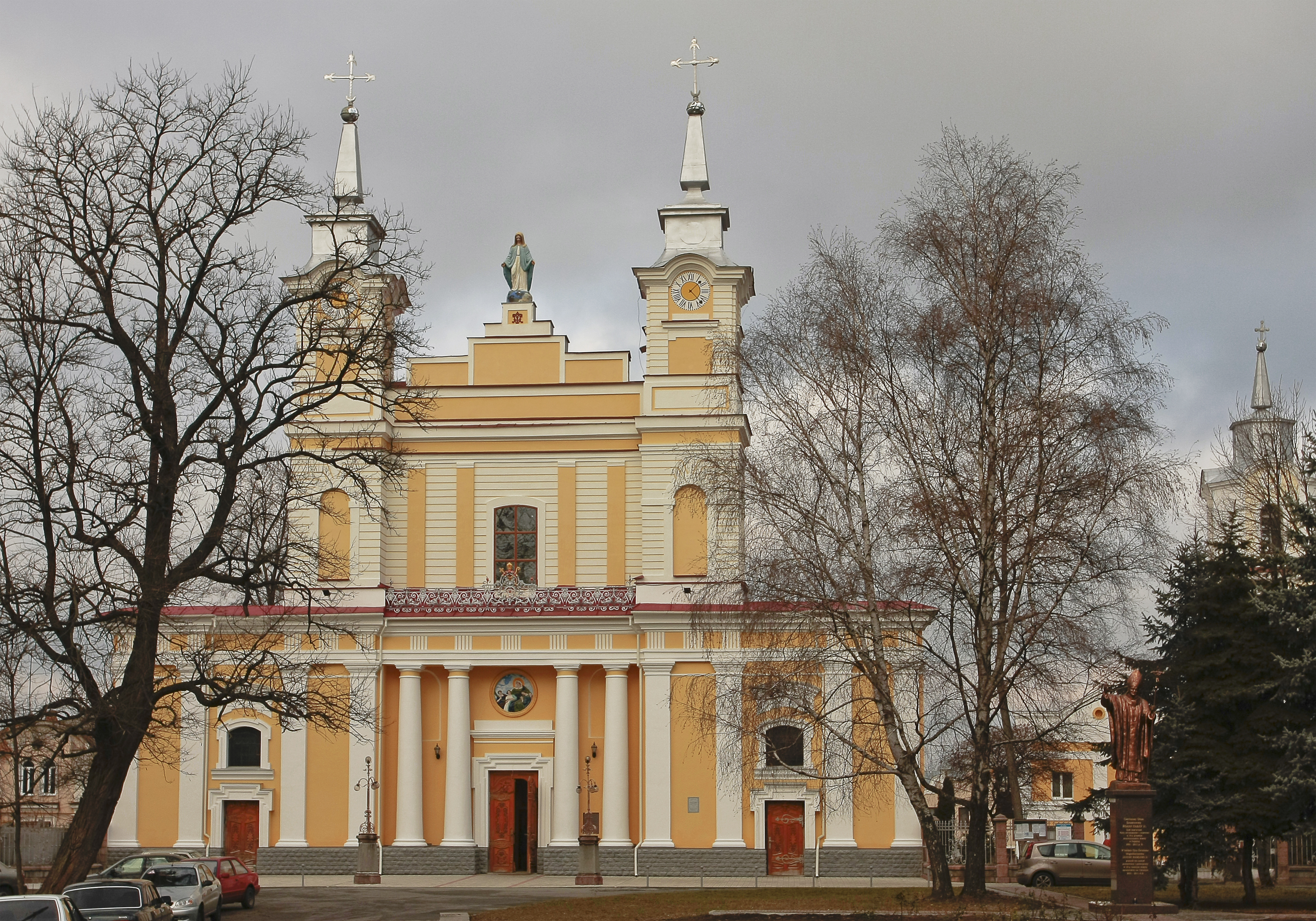
聖索菲亞主教座堂

聖索菲亞主教座堂（烏克蘭語：Кафедральний собор св. Софії）是烏克蘭城市日托米爾的一座羅馬天主教的主教座堂。該教堂是天主教基輔-日托米爾教區的共同主教座堂之一。自共產主義政權倒台之後，教堂得到恢復和擴大。